# La Soledad Salinas
La Soledad Salinas es un pueblo zapoteca ubicado en la región de los Valles Centrales del estado de Oaxaca.

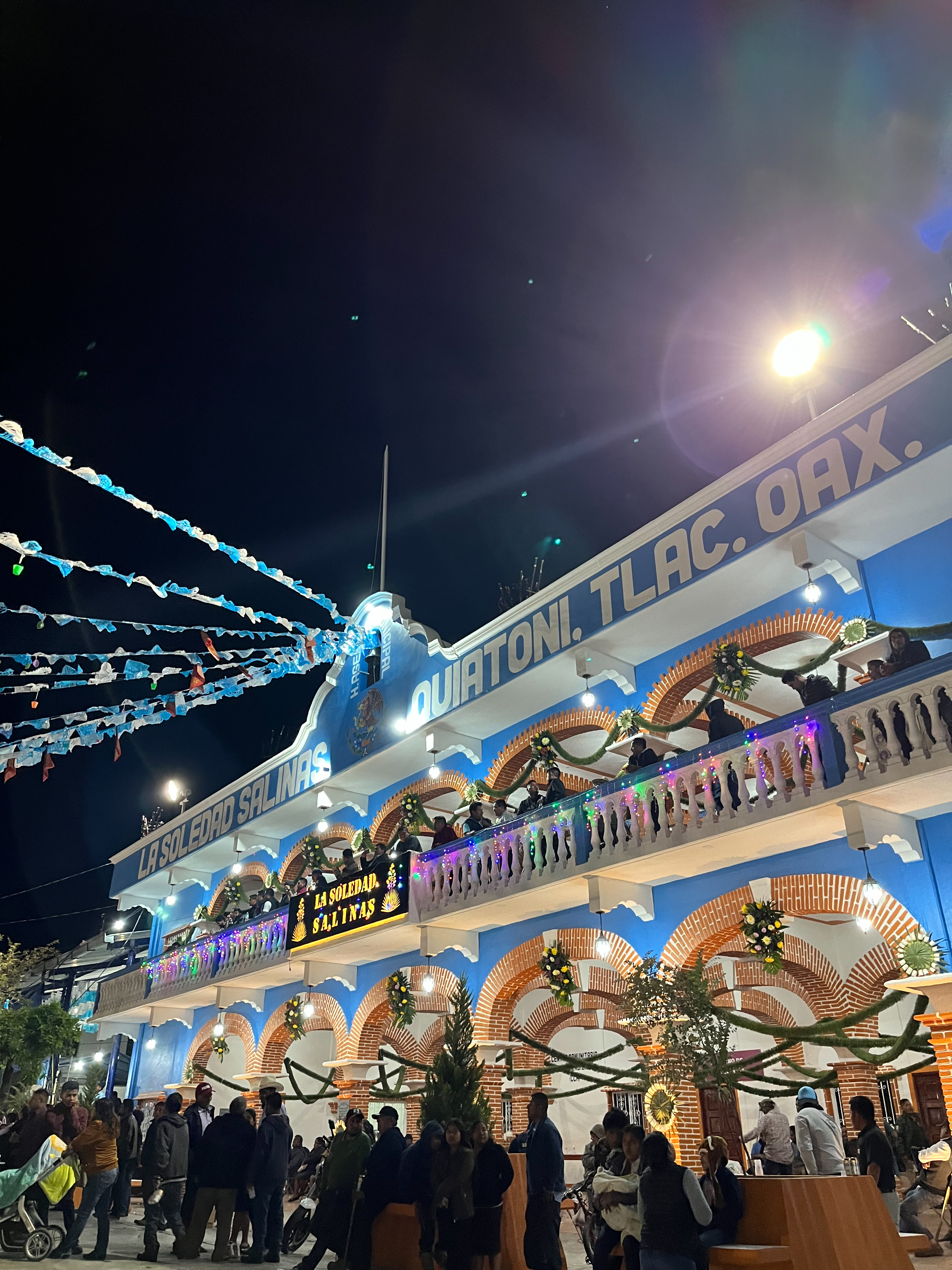
Palacio Municipal de la agencia municipal de La Soledad Salinas

## Localización
La comunidad de La Soledad Salinas se localiza en el Municipio de San Pedro Quiatoni, perteneciente al distrito de Tlacolula de Matamoros en el Estado de Oaxaca, México y se encuentra en las coordenadas GPS:

Longitud (dec): -95.999557
Latitud (dec): 16.661606
La localidad se encuentra a una mediana altura de 760 metros sobre el nivel del mar.

## Población
La población total de La Soledad Salinas según el censo de población y vivienda del 2020 realizado por el INEGI es de 3,770 personas, de las cuales 1,916 son mujeres y 1854 son hombres. Los grupos de edades son: 
| Población                                               | Total |
| ------------------------------------------------------- | ----- |
| Población total                                         | 3,770 |
| Población femenina                                      | 1,916 |
| Población masculina                                     | 1,854 |
| 0 - 14 años                                             | 1,020 |
| 15 - 29 años                                            | 987   |
| 30 - 59 años                                            | 1,372 |
| 60 años y más                                           | 391   |
| Con discapacidad                                        | 190   |
| Grado promedio de escolaridad                           | 6.75  |
| Grado promedio de escolaridad de la población femenina  | 6.67  |
| Grado promedio de escolaridad de la población masculina | 6.84  |

## Economía
Las principales actividades económicas en la comunidad de La Soledad Salinas es el comercio y la agricultura. En cuanto a la agricultura la gente se dedica al cultivo de maguey, maíz, frijol, calabaza, chile, etc.

## Flora y fauna

### Fauna
Chachalaca, pavo silvestre, águila, zopilote, gavilán, palomas, colibrí, venados, temazates, conejos, jabalí, tejones, tepezcuintles, zorrillos, zorra, ratón, tigrillo, armadillo, alacrán, víboras: sorda, lahoyaca, coralillo y cascabel.

### Flora
Jacarandá, cedro, caoba, yacahite, laurel, eucalipto, cactus, nopal, tepejilote, verdolagas, quintoniles, hongos, y camochayote. Árboles frutales: plátano, naranjas, lima limón
, limón, lima de chiche, papaya, chico zapote, ciruelas, guayabas, pitayas, tejocote, manzana, sandía, chayote, tamarindo, mango. Plantas medicinales: laurel, anís, hojas de naranja, hojas de guayaba, gordolobo, cola de caballo, hierba maestra, Santa María, epazote y hierba buena, pasle.